# Борув-Кольонія (Опольський повіт)
Борув-Кольонія (пол. Borów-Kolonia) — село в Польщі, у гміні Ходель Опольського повіту Люблінського воєводства.
Населення — 232 особи (2011).
У 1975-1998 роках село належало до Люблінського воєводства.

## Демографія
Демографічна структура станом на 31 березня 2011 року:
|          | Загалом | Допрацездатний вік | Працездатний вік | Постпрацездатний вік |
| -------- | ------- | ------------------ | ---------------- | -------------------- |
| Чоловіки | 119     | 28                 | 81               | 10                   |
| Жінки    | 113     | 30                 | 58               | 25                   |
| Разом    | 232     | 58                 | 139              | 35                   |